# Bike park
Un bike park è una struttura attrezzata per la pratica della mountain bike.

## Descrizione
Consiste in una rete di percorsi segnalati, spesso in forma di comprensorio, per l'esercizio di diverse specialità (principalmente downhill e freeride, ma anche four-cross, cross country, dirt, north-shore, BMX) e caratterizzato dalla suddivisione in diversi gradi di difficoltà. Ai percorsi è affiancata una serie di servizi accessori, quali un noleggio, una zona di lavaggio, una scuola e un'assistenza meccanica.
Costituendo un possibile utilizzo degli impianti di risalita nel periodo estivo nelle località sciistiche, la loro diffusione è via via più marcata in tutta Europa.
Il Fly Down, primo bike park europeo, fu costruito nel 2002 a Finale Ligure da Erik Burgon (flow rider dalla British Columbia) e finanziato dall'A.S.D. Blu Bike.
Oggi più di 30 Bike Park sono sparsi in giro per l'Italia, soprattutto nella zona settentrionale; i più famosi, nei quali si sono tenuti anche campionati di downhill a livello mondiale (Uci MountainBike World Cup), sono:
- Pila Bike Stadium: situato a pochi km da Aosta e raggiungibile facilmente dalla città con una veloce telecabina, è perfetto per gli amanti della disciplina del gravity, grazie alle numerose piste adatte a ogni livello di preparazione; ricche di passaggi suggestivi e anche impegnativi rendono Pila una meta fondamentale per il Downhill in Italia.
- Val di Sole Bike Land: situato a Commezzadura, sulle Dolomiti del Trentino, è una meta internazionale per molti biker, grazie al fatto che quasi ogni anno in questa stazione viene effettuata una tappa della coppa del mondo di Downhill, il campionato più importante di Dh nel mondo.
- Mottolino Fun Mountain: situato a Livigno è forse il più famoso Park in Italia, al Mottolino chiunque vada può trovare tutto quello che si può immaginare ci sia in un Bike Park; da flow line piene di panettoni e grandi paraboliche a linee da Downhill molto impegnative con rocce, radici e contropendenze (nella pista più difficile nel 2005 si è disputato il campionato del mondo) a jump line con drop, step up, step down, doppi, kicker e panettoni fino ad arrivare a una parte del complesso costruita su strutture north shore, con wallride ed altro. Alla fine delle piste è presente una rampa con atterraggio su un gonfiabile nella quale i rider possono provare nuove acrobazie senza farsi male.
- Bike Park Tajaré[1]: situato in  Valle Stura, tra i comuni di Rittana, Gaiola, Moiola, Valloriate e Roccasparvera. Si tratta di un "eco-bike Park" senza impianti di risalita,  con 7 percorsi differente per oltre 140 km di piste. Il nome deriva dal monte Tajaré, 1654 m s.m.l sopra la borgata Paraloup[2], nel comune di Rittana nota per essere stato il luogo di ritrovo e formazione  nel 1943 della prima banda partigiana di Giustizia e Libertà, capitanata da Duccio Galimberti e che vide il passaggio di personaggi come Dante Livio Bianco, Nuto Revelli, Leo Scamuzzi [3].

## Elenco bike park in Italia
- Bike Park di Prato Selva (Fano Adriano)
- Bike Park Livigno - Mottolino
- Bike Park Bardonecchia
- Bike park Monte Alpet
- Bike Park Gravità 0 - Piani di Bobbio
- Brembo Bike Park
- Bike Park Spiazzi di Gromo
- Bike Park del Cervino
- Paganella Bike Park
- Bike Park Canazei
- Bike Park Pozza
- Cimone Bike Park
- Bike Park Sauze d'Oulx
- Alpi Bike Resort
- Bike Park Sassolungo
- Bike Park Montemoro
- Bike Funk Park Piancavallo
- Amiata Freeride
- Pierfaone Bike Parke
- Monte San Primo Bike Park
- Pila Bike Stadium
- Val di Sole Bike Land
- Caldirola Bike Park
- Mottarone
- Bike Park Prato Nevoso
- Madebike madesimo
- San Martino Di Castrozza Bike Arena
- Pian Del Poggio Bike Park
- Beigua Bike Park
- Pontedecimo Bike Park
- Maggiora Dirt Park
- St. Grèè Bike Park
- Bike Park Tajaré
- Bike Park Pezzeda
- Monza Pizza Bikepark
- Capoliveri Bike Park
- Love Bikepark Piazzatorre
- Bikepark Lavarone